# Кастелнуово Чиленто
Кастѐлнуово Чилѐнто (на италиански: Castelnuovo Cilento; на неаполитански: Castiedd' Nuov', Кащиедъ Нуовъ) е малко градче и община в Южна Италия, провинция Салерно, регион Кампания. Разположено е на 280 m надморска височина. Населението на общината е 2614 души (към 2010 г.).